# 格林蘭鎮區 (密歇根州)
格林蘭鎮區（英語：Greenland Township）是位於美國密歇根州昂托納貢縣的一個行政鎮區。

## 地方資料
格林蘭鎮區的面積為293.20平方千米，當中陸地面積為293.20平方千米，而水域面積為0.00平方千米。根據2020年美國人口普查的數據，當地共有人口628人，而人口密度為每平方千米2.14人。